# Lars Andersson i Halmstad
Lars Peter Andersson i riksdagen kallad Andersson i Halmstad, född 3 november 1815 i Halmstad, Hallands län, död 3 september 1891 i Halmstad, Hallands län, var en svensk politiker.
Lars Andersson drev ett garveri i Halmstad fram till 1882 och var ordförande för Halmstads och Växjö garveriskrå. Han var med och grundade Hallands Ångbåtsaktiebolag. Han var ordförande för Halmstads stadsfullmäktige 1863–1873, ledamot av Hallands läns landsting 1879–1884 och satt i riksdagens andra kammare 1879–1881. Lars Andersson blev 1886 ordförande för Halmstads sparbank och var även med i centralstyrelsen för Hallands Enskilda Bank samt VD för Halmstads lasarett.